# Avitta surrigens
Avitta surrigens là một loài bướm đêm trong họ Noctuidae.